# روبرت قاي هوارث
روبرت قاي هوارث (بالإنجليزية: Robert Guy Howarth)‏ هو ناقد أدبي أسترالي، ولد في 10 مايو 1906، وتوفي في 22 يناير 1974.